# Marcel en Lydia Zimmer
Marcel en Lydia Zimmer is een Nederlands echtpaar dat christelijke liederen schrijft en concerten verzorgt voor kinderen, jongeren en volwassenen. Sinds 2022 geven ze alleen nog kinder- en familieconcerten en diensten waarbij de focus op kinderen ligt.

## Levensloop
Marcel Zimmer werd geboren in Swalmen op 17 december 1967. Hij studeerde aan het conservatorium in Zwolle. Lydia Zimmer-Pit werd geboren in Laos op 24 april 1969 als dochter van zendeling en christelijk schrijver en spreker Jan Pit. Zij studeerde aan de pabo voor leerkracht. Ze zijn getrouwd en hebben drie volwassen kinderen.
Marcel en Lydia verzorgen regelmatig optredens voor kinderen en voor jongeren en volwassenen. Ze hebben ook jarenlang meegewerkt als muzikant en aanbiddingsleider tijdens de pinksterconferentie 'Opwekking'. Een groot aantal van hun liederen is opgenomen in de bundel Opwekkingsliederen, die jaarlijks verschijnt.
Sinds 2022 verzorgen ze alleen nog kinder- en familieconcerten waarbij de focus op de kinderen ligt.

### Marcel Zimmer als drummer
Marcel Zimmer geniet ook enige bekendheid als drummer en percussionist. Zo drumde hij in het verleden in de Ronduit Praiseband en Prinsen en Prinsessen-band, en in het verleden speelde hij in de opwekkingsband tijdens de Opwekkingconferentie. Ook is hij drummer van de Jazz-fusion formatie Seraph.
Marcel speelde ook bij U2Two waarmee hij te zien was tijdens het tweede seizoen van het televisieprogramma The Tribute: Battle of the Bands.

## Discografie
- Wat een liefde (2005)
- Til mij op (2006)
- Meer en meer (2008), kinder-cd
- De hemel vertelt (2008)
- Van top tot teen (2009), kinder-cd
- Stel je voor (2010), kinder-cd
- Live en akoestisch (2010)
- Breekbaar (2011)
- A tot Z (2012), kinder-cd
- Het grote geheim (2013)
- Zo is dat (2014), kinder-cd
- Vier nu feest (2016), kinder-cd
- Opgebrand (2017), single
- Van kop tot toon (2020), kinder-cd
- Altyd by my (2020)
- Onmisbaar (2021)
- Geef licht (2021), kinder-cd
- Colours (2023), Engelstalige kinder-cd
- Op reis (2024), kinder-cd
- Hoera het is Kerstfeest (2024), kinder-cd